# Ẩm thực châu Âu

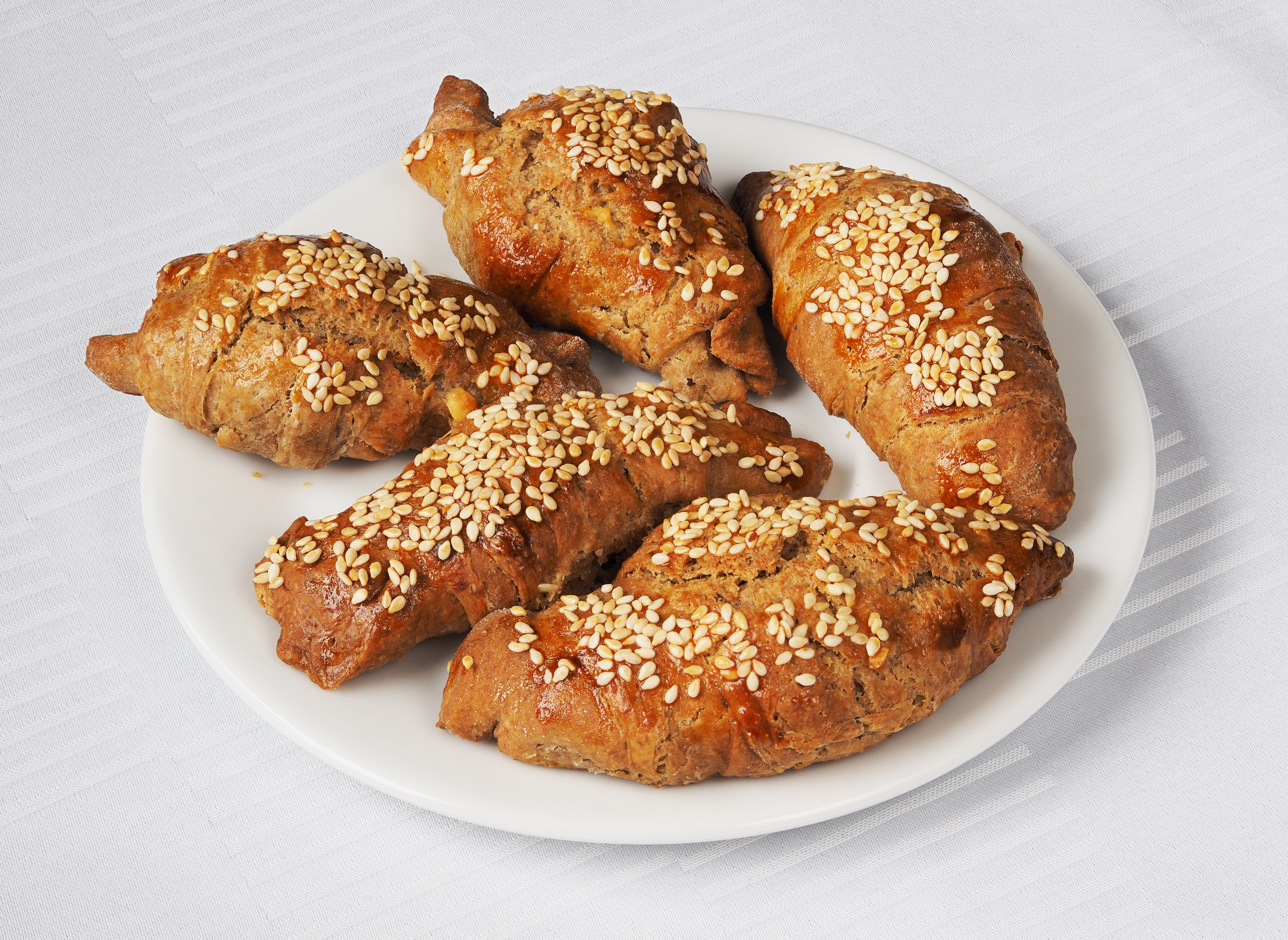
Bánh mì Kifli trong ẩm thực Serbia

Ẩm thực châu Âu (tiếng Anh: western cuisine, European cuisine) hay Ẩm thực phương Tây là các món ăn của Châu Âu và các nước phương Tây khác, bao gồm các món ăn được đưa đến các nước khác bởi những người định cư châu Âu và thực dân. Đôi khi thuật ngữ "European" hay cụ thể hơn là ẩm thực "lục địa", được sử dụng để nói rõ hơn về ẩm thực của các phần phía tây của lục địa châu Âu.
Ẩm thực Đông Á tương phản ẩm thực phương Tây với phong cách nấu ăn kiểu Á, cách người phương Tây gọi các món ăn đa dạng của Đông Á là ẩm thực châu Á. Các món ăn của các nước phương Tây rất đa dạng, mặc dù có những đặc điểm chung phân biệt chúng với các khu vực khác. So với cách nấu truyền thống của Đông Á, thịt nổi bật hơn và đáng kể về kích cỡ phục vụ.
Nhiều sản phẩm từ sữa được sử dụng trong quá trình chế biến. Hàng trăm loại phô mai và các sản phẩm sữa lên men khác. Bánh mì trắng từ lâu đã là tinh bột được tin dùng, nhưng trong lịch sử, hầu hết mọi người đều ăn bánh mì, bánh flatcakes hoặc cháo làm từ lúa mạch đen, lúa mì spenta, lúa mạch và yến mạch.
Khá giả hơn còn có pasta, bánh bao và bánh ngọt. Khoai tây là nguồn cung cấp tinh bột chính trong chế độ ăn uống của người châu Âu và cộng đồng người di cư của họ tại các thuộc địa của châu Âu tại châu Mỹ. Ngô thì ít phổ biến hơn trong hầu hết các chế độ ăn châu Âu so với ở châu Mỹ; tuy nhiên, bột ngô (polenta hoặc mămăligă) là một phần chính của ẩm thực Ý và Balkan. Dù các loại bánh dẹt (đặc biệt là với lớp phủ bên trên như pizza hay tarte flambée) và gạo được tiêu thụ tại châu Âu nhưng chỉ là thực phẩm chính trong các khu vực giới hạn, đặc biệt là ở Nam Âu. Các món salad (món ăn nguội vơi rau củ quả tươi hoặc ăn kèm với nước sốt) là một phần không thể thiếu trong ẩm thực châu Âu.

## Tổng quan
Bữa tối chính thức ở châu Âu được phục vụ bằng các món ăn riêng biệt. Cách thức bài trí món ăn châu Âu phát triển từ service à la française, hoặc dọn nhiều món ăn lên bàn cùng một lúc, trong service à la russe, nơi các món ăn được trình bày tuần tự. Thông thường, các món ăn lạnh, nóng sốt và mặn và ngọt được phục vụ riêng theo thứ tự này, như món khai vị (hors d'oeuvre) hoặc súp, rồi món dạo đầu (entrée) và món chính và tới món tráng miệng. Các món ăn vừa ngọt vừa mặn là phổ biến trước đây trong ẩm thực La Mã cổ đại nhưng ngày nay không phổ biến, với các món ngọt chỉ được phục vụ như món tráng miệng. Dịch vụ mà khách tự do lấy đồ ăn được gọi là buffet và thường được giới hạn trong các bữa tiệc hoặc ngày lễ. Tuy nhiên, khách dự kiến cũng sẽ thưởng thức theo mô hình tương tự.
Trong lịch sử, ẩm thực châu Âu đã được phát triển trong các cung điện hoàng gia và quý tộc châu Âu. Giới quý tộc châu Âu thường mang vũ khí và sống trong những trang viên riêng biệt ở vùng nông thôn. Con dao là dụng cụ ăn uống chính (dao kéo) để ăn bít tết và các thực phẩm khác cần cắt nhỏ. Ngược lại ở vùng văn hóa Đông Á , giai cấp thống trị là các quan lại, yêu cầu đồ ăn thái nhỏ từ trong bếp, để có thể ăn bằng đũa. Con dao được thay thế bằng muỗng ăn súp, trong khi nĩa được giới thiệu sau đó trong thời kỳ cận đại, khoảng thế kỷ 16. Ngày nay, hầu hết các món ăn được chỉ định ăn bằng dao dĩa và chỉ một vài loại fingerfood có thể được ăn bằng tay với các khách mời lịch thiệp.

## Ẩm thực Trung tâm Châu Âu
Tất cả các quốc gia này có đặc sản của mình.
Nước Áo nổi tiếng với Wiener Schnitzel, một loại thịt bê tẩm bột ăn kèm với một lát chanh vàng, Cộng hòa Séc nổi tiếng thế giới với các loại bia trứ danh. Đức được thế giới biết đến với wursts, Hungary có món goulash. Slovakia nổi tiếng với món gnocchi giống với món mì ống Halusky. Slovenia có phong cách ẩm thực chịu ảnh hưởng từ Đức và Ý. Ba Lan có món Pierogis nổi tiếng thế giới, là sự giao thoa giữa Ravioli và Empanada. Liechtenstein và khu vực Thụy Sĩ nói tiếng Đức được biết đến với món "Rösti" còn vùng Thụy Sĩ nói tiếng Pháp có món fondue và Raclettes
- Ẩm thực Ashkenazi
- Ẩm thực Áo
  - Ẩm thực Vienna
- Ẩm thực Séc
- Ẩm thực Đức
  - Ẩm thực Baden-Baden
  -  Ẩm thực Bavaria
  -  Ẩm thực Hamburg
  -  Ẩm thực Hesse
  -  Ẩm thực Niedersachsen
  - Ẩm thực Palastine
  - Ẩm thực Pomerania
  -  Ẩm thực Saxony
    - Ẩm thực núi Ore

  - Ẩm thực Swabia
- Ẩm thực Hungary
- Ẩm thực Ba Lan
- Ẩm thực Liechtenstein
- Ẩm thực Slovakia
- Ẩm thực Slovenia
- Ẩm thực Thụy Sĩ

- Món bánh mìcroissant của Áo
- Wiener Schnitzel của Áo
- Svíčková của Czech
- Black Forest cake của Đức
- Sauerbraten với bánh bao khoai tây của Đức
- gulyás của Hungary
- bagel của Ba Lan
- pierogi của Ba Lan
- Bryndzové halušky của Slovakia
- Skalický trdelník của Slovakia
- Prekmurska gibanica của Slovenia
- Món žganci của Slovenia
- Món fondue của Thụy Sĩ

## Ẩm thực Đông Âu
- Ẩm thực Armenia
- Ẩm thực Azerbaijan
- Ẩm thực Belarus
- Ẩm thực Gruzia
- Ẩm thực Nga
  -         Ẩm thực Mordovia
  -  Ẩm thực Tatar
- Ẩm thực Ukraina
  -  Ẩm thực Tatar Crimea

- Khorovats (shashlik) Armenia
- Pilaf Azerbaijan
- Khoai babka Belarus
- Chiburekki Tatar Crimea
- Chanakhi của Gruzia
- Pirozhki của Nga
- Xa lát Nga
- Tatar azu (bê hầm)
- Borscht Ukraina
- Gà Kiev

## Ẩm thực Bắc Âu

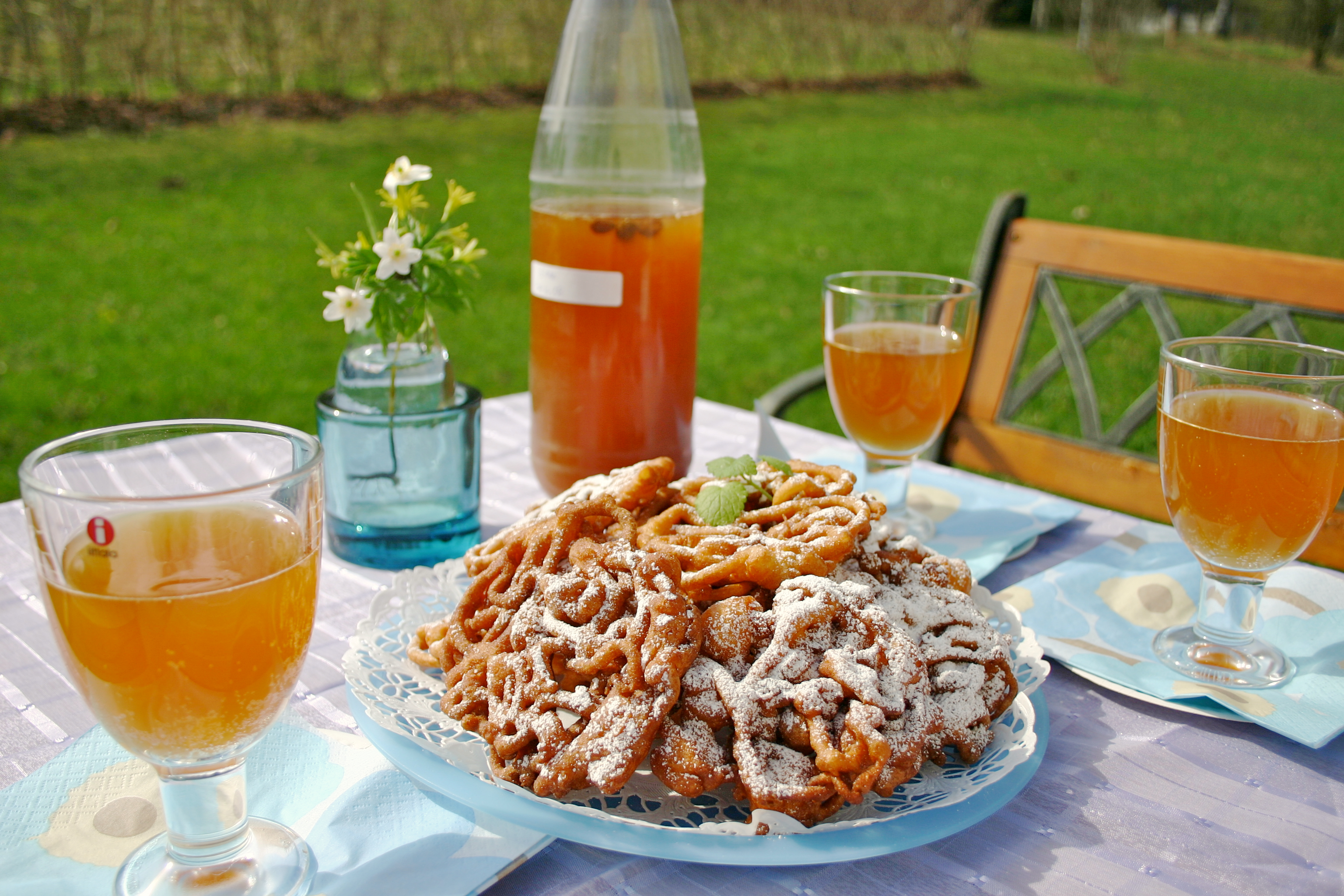
Thịt Sima trong ẩm thực Thụy Điển

- Ẩm thực Vương quốc Anh
  -  Ẩm thực Anh
  -  Ẩm thực Scotland
  -  Ẩm thực Wales
- Ẩm thực Đan Mạch
- Ẩm thực Estonia
- Ẩm thực Faroe
- Ẩm thực Phần Lan
- Ẩm thực Greenland
- Ẩm thực Iceland
- Ẩm thực Ireland
- Ẩm thực Latvia
- Ẩm thực Litva
- Ẩm thực Na Uy
- Ẩm thực Thụy Điển
- Ẩm thực Sami

- Stegt flæsk med persillesovs của Đan Mạch
- Nướng chủ nhật của Anh
- Sa mạc Kama của Estonia
- Fårikål của Na Uy
- Tuần lộc áp chảo Sápmi
- Súp kem cá hồi của Phần Lan
- Haggis, neeps, và tatties ở Scotland
- Món hầm Ireland
- Chả Thuỵ Điển
- Cepelinai của Litva
- Rêbit Wales

## Ẩm thực Nam Âu
- Ẩm thực Albania
- Ẩm thực Bosnia và Herzegovina
- Ẩm thực Bulgaria
- Ẩm thực Croatia
- Ẩm thực Síp
- Ẩm thực Hy Lạp
  -  Ẩm thực Hy Lạp Macedonia
- Ẩm thực Ý
  -  Ẩm thực Neapolita
  -  Ẩm thực Sardinia
  -  Ẩm thực Sicilia
  -  Ẩm thực Toscana
  -         Ẩm thực Venetia
- Ẩm thực Occita
- Ẩm thực Macedonia
- Ẩm thực Malta
- Ẩm thực Moldova
- Ẩm thực Montenegro
- Ẩm thực Bồ Đào Nha
- Ẩm thực Romania
- Ẩm thực Serbia
- Ẩm thực Slovenia
- Ẩm thực Tây Ban Nha
  -  Ẩm thực Andalusia
  -  Ẩm thực Asturia
  -  Ẩm thực Aragon
  -  Ẩm thực Balearic
  -  Ẩm thực Basque
  -  Ẩm thực Canaria
  -  Ẩm thực Cantabria
  -  Ẩm thực Castilia-Manchego
  -  Ẩm thực Castile-León
  -  Ẩm thực Catalunya
  -  Ẩm thực Extremadura
  -  Ẩm thực Galicia
  -  Ẩm thực Valencia
- Ẩm thực Thổ Nhĩ Kỳ
  -  Ẩm thực Bắc Síp

- Banitza của Bulgaria
- ćevapi Bosnia
- Bạch tuộc hầm Malta
- Đuveč Serbia
- Sa lát Hy Lạp
- amêijoas à bulhão pato Bồ Đào Nha
- Polenta với thỏ của Ý
- Sữa chua (Kiselo mlyako) Bulgaria
- sărmăluţe cu mămăligă của Romania và Moldova
- Cozido Bồ Đào Nha
- Paella Valencia
- Spaghetti alle vongole của Ý
- Tapas Tây Ban Nha
- Pizza Neapolita
- Baklava Thổ Nhĩ Kỳ

## Ẩm thực Tây Âu
- Ẩm thực Bỉ
- Ẩm thực Hà Lan
- Ẩm thực Pháp
  - Ẩm thực Haute
    - Ẩm thực cổ điển
    - Ẩm thực nouvelle
- Ẩm thực Luxembourg

- Carbonade flamande Bỉ
- Moules-frites Bỉ
- Magret Pháp
- Boerenkoolstamppot Hà Lan với rookworst
- Fondue savoyarde Pháp
- Quiche Lorraine Pháp
- Quetschentaart Luxembourg